# Comuna Mădârjac, Iași
Mădârjac este o comună în județul Iași, Moldova, România, formată din satele Bojila, Frumușica și Mădârjac (reședința).

## Așezare
Comuna se află la marginea sud-vestică a județului, la limita cu județul Neamț, pe malurile râului Sacovăț. Este străbătută de șoseaua județeană DJ282E, care o leagă spre nord-vest de Sinești, Lungani și Bălțați (unde se termină în DN28) și spre sud de Țibana. La Mădârjac, din acest drum se ramifică șoseaua județeană DJ282D, care duce spre nord la Popești și Podu Iloaiei (unde se termină tot în DN28).
Pe teritoriul comunei se alfă și pădurea Frumușica, arie protejată de tip forestier, în care sunt protejate unele specii de arbore, dar și orhideea „papucul doamnei”.

## Demografie
Componența etnică a comunei Mădârjac
     Români (95,89%)
     Alte etnii (4,11%)
Componența confesională a comunei Mădârjac
     Ortodocși (94,6%)
     Alte religii (1,16%)
     Necunoscută (4,24%)
Conform recensământului efectuat în 2021, populația comunei Mădârjac se ridică la 1.556 de locuitori, în scădere față de recensământul anterior din 2011, când fuseseră înregistrați 1.587 de locuitori. Majoritatea locuitorilor sunt români (95,89%). Din punct de vedere confesional, majoritatea locuitorilor sunt ortodocși (94,6%), iar pentru 4,24% nu se cunoaște apartenența confesională.

## Politică și administrație
Comuna Mădârjac este administrată de un primar și un consiliu local compus din 11 consilieri. Primarul, Dan Ghebuță[*], de la Partidul Social Democrat, este în funcție din 2016. Începând cu alegerile locale din 2024, consiliul local are următoarea componență pe partide politice:
|  | Partid                          | Consilieri | Componența Consiliului | Componența Consiliului | Componența Consiliului | Componența Consiliului | Componența Consiliului | Componența Consiliului | Componența Consiliului |
|  | ------------------------------- | ---------- | ---------------------- | ---------------------- | ---------------------- | ---------------------- | ---------------------- | ---------------------- | ---------------------- |
|  | Partidul Social Democrat        | 7          |                        |                        |                        |                        |                        |                        |                        |
|  | Alianța pentru Unirea Românilor | 2          |                        |                        |                        |                        |                        |                        |                        |
|  | Partidul Mișcarea Populară      | 1          |                        |                        |                        |                        |                        |                        |                        |
|  | Partidul Verde                  | 1          |                        |                        |                        |                        |                        |                        |                        |

## Istorie
La sfârșitul secolului al XIX-lea, comuna nu exista, satele ei făcând parte din comuna Popești (Mădârjac, Bojila și Frumușelele) și din comuna Păușești (satul Frumușelele). Anuarul Socec din 1925 consemnează apariția comunei Mădârjac în plasa Bahlui a județului Iași, comuna având 1052 de locuitori în satele Bojila, Frumușelele-Popești, Frumușelele, Mădârjac și în cătunele Dealu Mare și Duruitoarea. În 1931, comuna avea în compunere satele Bojila, Frumușelele, Frumușica și Mădârjac.
În 1950, comuna a fost transferată raionului Târgu Frumos și apoi (după 1956) raionului Iași din regiunea Iași. În 1968, comuna a revenit la județul Iași, reînființat, tot atunci satul Frumușelele fiind desființat și comasat cu satul Mădârjac.

## Monumente istorice

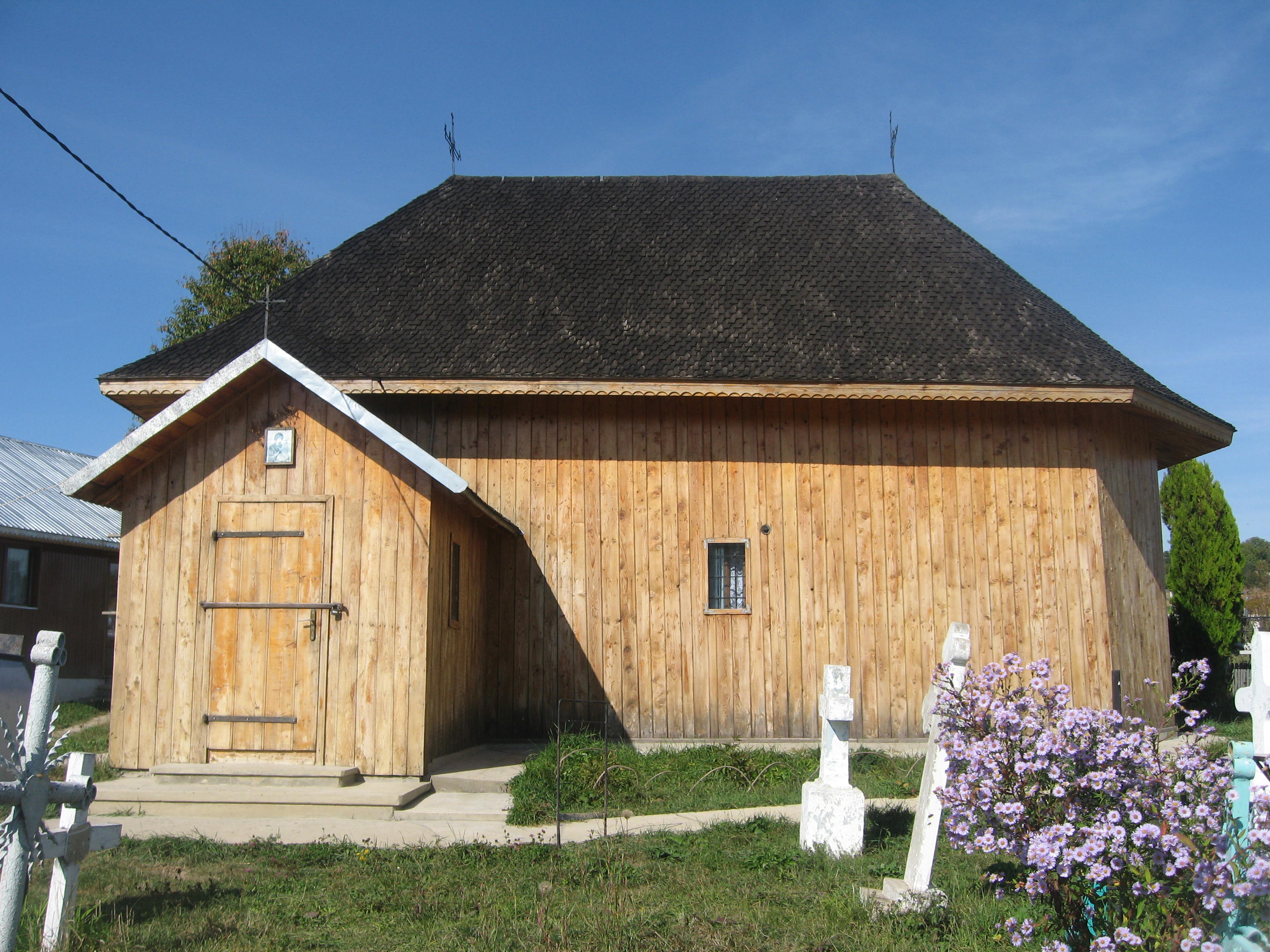
Biserica „Adormirea Maicii Domnului” din Mădârjac, monument istoric

Două obiective din comuna Mădârjac sunt incluse în lista monumentelor istorice din județul Iași ca monumente de interes local, ambele aflate în satul Mădârjac și clasificate ca monumente de arhitectură: biserica de lemn „Adormirea Maicii Domnului” (1785) și biserica de lemn „Sfântul Grigore Bogoslovul” (1816).